# The Eye of Judgment
The Eye of Judgment est un jeu vidéo de jeu de cartes à collectionner développé par SCE Japan Studio et édité par Sony Computer Entertainment en 2007 sur PlayStation 3. À mi-chemin entre le jeu de cartes à collectionner et le jeu vidéo, le jeu requiert la caméra PlayStation Eye pour fonctionner.

## Système de jeu
Le jeu se joue à deux joueurs (humain ou géré par le CPU) avec un jeu de cartes, un tapis de jeu (facultatif), un socle de caméra (facultatif) et la caméra PlayStation Eye. La caméra reconnait les cartes de jeux via des codes.